# 안훈
안훈(1991년 3월 12일 ~)은 대한민국의 가수, 배우이며 2015년 당시 뮤지컬배우 첫 데뷔한 그는 2022년 싱글 앨범 [이건 못 참지]로 가수 데뷔했다.

## 방송
- 최고의 연인 (2015~2016)
- 내일은 미스터트롯 (2020) - Top101
- 불타는 트롯맨 (2022) - Top100

## 음반
- 이건 못 참지 (2022)
- 깐부 친구 (2022)